# Schenhur
Schenhur (auch Schanhor; altägyptisch Pa-schen-Hor) ist eine archäologische Fundstätte in Ägypten, die auf der östlichen Nilseite im Gouvernement Qina etwa 20 km nördlich von Luxor entfernt liegt. In direkter Nähe liegen die Orte Medamud, Qus und Koptos.

## Bedeutung des Ortes im Alten Ägypten
Schenhur lag im thebanischen oberägyptischen Gau des Was-Zepters. Der Tempel von Schenhur war seit der Spätzeit der Göttertriade Min, „Isis aus Koptos“ und dem Kindgott Hor-pa-chered geweiht, wobei Hor-pa-chered in Schenhur als Hor-pa-chered-wer-tepi-en-Amun fungierte.